# روبرت فيليب (رسام)
روبرت فيليب (بالإنجليزية: Robert Philipp)‏ هو رسام أمريكي، ولد في 2 فبراير 1895 في نيويورك في الولايات المتحدة، وتوفي بنفس المكان في 22 نوفمبر 1981.